# Поду-Димбовіцей
Поду-Димбовіцей (рум. Podu Dâmboviței) — село у повіті Арджеш в Румунії. Входить до складу комуни Димбовічоара.
Село розташоване на відстані 128 км на північний захід від Бухареста, 66 км на північний схід від Пітешть, 42 км на південний захід від Брашова.

## Населення
За даними перепису населення 2002 року у селі проживали 554 особи, усі — румуни. Усі жителі села рідною мовою назвали румунську.